# Tom Voyce
Thomas Michael Dunstan “Tom” Voyce (Truro, 5 gennaio 1981 – Northumberland, 7 dicembre 2024) fu un rugbista internazionale per l'Inghilterra, attivo in carriera come tre quarti ala.
Impiegatosi, dopo la fine della carriera agonistica, nel campo bancario e finanziario nonché dedito all'attività di beneficenza, è morto a dicembre 2024, vittima di un'alluvione che ha colpito il nord-est dell'Inghilterra.

## Biografia
Proveniente da Truro, capoluogo della Cornovaglia, e nipote di un giocatore internazionale inglese dei primi anni del XX secolo, si formò nelle giovanili del club della sua città natale e a 16 anni fu ingaggiato dall'accademia giovanile del Bath, club con cui debuttò in Premiership.
Nel 2001 fu convocato in nazionale ed esordì in un test match a San Francisco contro gli Stati Uniti nel corso del tour inglese in Nordamerica.
Passato al London Wasps nel 2003, con tale club si aggiudicò tre titoli di campione d'Inghilterra e due di campione d'Europa, risultando miglior realizzatore del campionato nel 2005; nel 2006 disputò i suoi ultimi incontri internazionali, nel corso del tour inglese in Australia.
Dopo sei stagioni a Londra si trasferì al Gloucester, il club in cui militò suo nonno.
Nel 2011 fu al London Welsh, club in cui rimase due stagioni al termine delle quali annunciò il proprio ritiro immediato dalle competizioni per intraprendere la carriera nel ramo bancario e finanziario.
Fu in seguito anche attivo in attività ed eventi di beneficenza con Wooden Spoon Society, associazione tra ex rugbisti impegnati nel sociale; il 7 dicembre 2024, durante la tempesta Darragh abbattutasi sulla costa nordorientale dell'Inghilterra, Voyce, presumibilmente nel tentativo di guadare con la sua vettura una strada alluvionata dalla fuoriuscita del fiume Aln per raggiungere la sua residenza ad Alnwick, è stato travolto dalla corrente; il giorno dopo la polizia ritrovò la sua automobile vuota e iniziò le ricerche, terminate sei giorni più tardi con il ritrovamento del suo corpo nel fiume presso Abberwick Mill, nei paraggi di Bolton, da parte dei sommozzatori della polizia del Northumberland; al momento del decesso Voyce, 43 anni, era sposato e padre di un figlio.

## Palmarès
- Premiership: 3
London Wasps: 2003-04, 2004-05, 2007-08
- Coppe Anglo-Gallesi: 1
London Wasps: 2005-06
- Heineken Cup: 2
London Wasps: 2003-04, 2006-07